# PTT Spor Kulübü 2022-2023 (pallavolo femminile)
Questa voce raccoglie le informazioni riguardanti il PTT Spor Kulübü nelle competizioni ufficiali della stagione 2022-2023.

## Stagione
Il PTT Spor Kulübü non utilizza alcuna denominazione sponsorizzata nella stagione 2022-23.
Partecipa al suo quarto campionato di Sultanlar Ligi ottenendo un undicesimo posto al termine della regular season. In Coppa di Turchia, invece, non supera la fase a gironi.
È di scena per la prima volta in un torneo di livello europeo, disputando la Challenge Cup dopo la vittoria della BVA Cup: il cammino del club si interrompe però già ai sedicesimi di finale per mano delle rumene del Lugoj.

## Organigramma societario
Area direttiva
- Presidente: Ali İhsan Karaca

Area tecnica
- Allenatore: Mehmet Bedestenlioğlu (fino a dicembre), Burhan Canbolat (da dicembre)
- Allenatore in seconda: Tolga Ateş
- Scoutman: Onur Coşkun

## Rosa
| N° | Nome           | Ruolo | Data di nascita  | Nazionalità sportiva |
| -- | -------------- | ----- | ---------------- | -------------------- |
| 1  | Eva Mori       | P     | 13 marzo 1996    | Slovenia             |
| 2  | Sema Doluca    | L     | 10 luglio 1996   | Turchia              |
| 3  | Sara Carić     | O     | 1º febbraio 2001 | Serbia               |
| 4  | Derin Taşdemir | S     | 20 luglio 2002   | Turchia              |
| 5  | Mislina Kılıç  | S     | 30 marzo 1996    | Turchia              |
| 6  | Derya Çayırgan | L     | 9 ottobre 1987   | Turchia              |
| 7  | Melisa Memiş   | L     | 27 gennaio 1998  | Turchia              |
| 9  | Mısra Aşçı     | P     | 26 gennaio 1998  | Turchia              |
| 10 | Merve Tanyel   | S     | 6 febbraio 1996  | Turchia              |
| 11 | Elif Boran     | O     | 2 ottobre 1992   | Turchia              |
| 12 | Bianka Buša    | S     | 25 luglio 1994   | Serbia               |
| 13 | Janset Erkul   | C     | 12 gennaio 1997  | Turchia              |
| 14 | Sude Uzun      | C     | 28 aprile 2003   | Turchia              |
| 15 | Büşra Şahin    | C     | 8 agosto 1997    | Turchia              |
| 19 | Elif Yavuz     | C     | 7 novembre 2000  | Turchia              |

## Statistiche

### Statistiche di squadra
| Competizione     | Punti | In casa | In casa | In casa | In trasferta | In trasferta | In trasferta | Totale | Totale | Totale |
| Competizione     | Punti | G       | V       | P       | G            | V            | P            | G      | V      | P      |
| ---------------- | ----- | ------- | ------- | ------- | ------------ | ------------ | ------------ | ------ | ------ | ------ |
| Sultanlar Ligi   | 26    | 13      | 4       | 9       | 13           | 5            | 8            | 26     | 9      | 17     |
| Coppa di Turchia | 0     | 0       | 0       | 0       | 0            | 0            | 0            | 3      | 0      | 3      |
| Challenge Cup    | -     | 2       | 2       | 0       | 2            | 1            | 1            | 4      | 3      | 1      |
| Totale           | -     | 15      | 6       | 9       | 15           | 6            | 9            | 33     | 12     | 21     |

G = partite giocate; V = partite vinte; P = partite perse

### Statistiche dei giocatori
| Giocatore   | Campionato | Campionato | Campionato | Campionato | Campionato | Coppa di Turchia | Coppa di Turchia | Coppa di Turchia | Coppa di Turchia | Coppa di Turchia | Challenge Cup | Challenge Cup | Challenge Cup | Challenge Cup | Challenge Cup | Totale | Totale | Totale | Totale | Totale |
| Giocatore   | P          | PT         | AV         | MV         | BV         | P                | PT               | AV               | MV               | BV               | P             | PT            | AV            | MV            | BV            | P      | PT     | AV     | MV     | BV     |
| ----------- | ---------- | ---------- | ---------- | ---------- | ---------- | ---------------- | ---------------- | ---------------- | ---------------- | ---------------- | ------------- | ------------- | ------------- | ------------- | ------------- | ------ | ------ | ------ | ------ | ------ |
| M. Aşçı     | 24         | 10         | 1          | 1          | 8          | 3                | 0                | 0                | 0                | 0                | 4             | 2             | 0             | 0             | 2             | 31     | 12     | 1      | 1      | 10     |
| E. Boran    | 15         | 54         | 49         | 1          | 4          | 3                | 24               | 19               | 4                | 1                | 4             | 45            | 38            | 5             | 2             | 22     | 123    | 106    | 10     | 7      |
| B. Buša     | 23         | 325        | 279        | 19         | 17         | 1                | 14               | 11               | 2                | 1                | 4             | 71            | 60            | 5             | 6             | 28     | 410    | 350    | 26     | 24     |
| S. Carić    | 19         | 239        | 206        | 23         | 10         | 0                | 0                | 0                | 0                | 0                | 3             | 21            | 18            | 3             | 0             | 22     | 260    | 224    | 26     | 10     |
| D. Çayırgan | 11         | 0          | 0          | 0          | 0          | -                | -                | -                | -                | -                | -             | -             | -             | -             | -             | 11     | 0      | 0      | 0      | 0      |
| S. Doluca   | 15         | 0          | 0          | 0          | 0          | 3                | 0                | 0                | 0                | 0                | 3             | 0             | 0             | 0             | 0             | 21     | 0      | 0      | 0      | 0      |
| J. Erkul    | 25         | 225        | 154        | 57         | 14         | 3                | 22               | 13               | 7                | 2                | 4             | 35            | 23            | 12            | 0             | 32     | 282    | 190    | 76     | 16     |
| M. Kılıç    | 21         | 64         | 54         | 8          | 2          | 2                | 9                | 7                | 1                | 1                | 4             | 17            | 13            | 1             | 3             | 27     | 90     | 74     | 10     | 6      |
| M. Memiş    | 13         | 0          | 0          | 0          | 0          | 3                | 0                | 0                | 0                | 0                | 2             | 0             | 0             | 0             | 0             | 18     | 0      | 0      | 0      | 0      |
| E. Mori     | 20         | 68         | 43         | 17         | 8          | 3                | 11               | 8                | 1                | 2                | 4             | 14            | 10            | 1             | 3             | 27     | 93     | 61     | 19     | 13     |
| B. Şahin    | 24         | 150        | 96         | 45         | 9          | 2                | 9                | 5                | 2                | 2                | 4             | 29            | 14            | 13            | 2             | 30     | 188    | 115    | 60     | 13     |
| M. Tanyel   | 26         | 238        | 198        | 25         | 15         | 3                | 42               | 36               | 3                | 3                | 4             | 14            | 12            | 1             | 1             | 33     | 294    | 246    | 29     | 19     |
| D. Taşdemir | 19         | 57         | 49         | 5          | 3          | 3                | 19               | 19               | 0                | 0                | 3             | 7             | 5             | 2             | 0             | 25     | 83     | 73     | 7      | 3      |
| S. Uzun     | 11         | 22         | 14         | 6          | 2          | 3                | 14               | 9                | 5                | 0                | 0             | 0             | 0             | 0             | 0             | 14     | 36     | 23     | 11     | 2      |
| E. Yavuz    | 16         | 23         | 17         | 5          | 1          | 0                | 0                | 0                | 0                | 0                | 2             | 8             | 3             | 5             | 0             | 18     | 31     | 20     | 10     | 1      |

P = presenze; PT = punti totali; AV = attacchi vincenti; MV = muri vincenti; BV = battute vincenti